# Budapest Challenger 2 2002
Il Budapest Challenger 2 2002 è stato un torneo di tennis facente parte della categoria ATP Challenger Series nell'ambito dell'ATP Challenger Series 2002. Il torneo si è giocato a Budapest in Ungheria dal 9 al 14 settembre 2002 su campi in terra rossa.

## Vincitori

### Singolare
Dennis van Scheppingen ha battuto in finale  Salvador Navarro 3-6, 6-3, 6-4

### Doppio
Paul Baccanello /  Sergio Roitman hanno battuto in finale  Jan Frode Andersen /  Oliver Gross che si sono ritirati sul punteggio di 6-4, 6(5)–7, 6-5